# ك. بابو
ك. بابو (بالإنجليزية: K. Babu) هو سياسي هندي، ولد في 2 يونيو 1951 في الهند. حزبياً، نشط في المؤتمر الوطني الهندي. وقد انتخب Member of the Legislative Assembly (India) ‏ وانتخب عضو المجلس التشريعي ولاية كيرالا عن دائرة Thripunithura ‏.